# Санту-Антоніу-де-Вагуш
Санту-Антоніу-де-Вагуш (порт. Santo António de Vagos; МФА: [ˈsɐ̃.tu ɐ̃.ˈtɔ.ni.u dɨ ˈva.guʃ]) — парафія в Португалії, у муніципалітеті Вагуш. Розташована в західній частині країни, на теренах історичної португальської провінції Бейра. Входить до складу округу Авейру. За адміністративним поділом, чинним до 1976 року, терени парафії були складовою провінції Берегова Бейра. Належить до Авейрівської діоцезії Католицької церкви. Патрон — святий Антоній. Площа — 9,8082 км². Населення — 1753 ос. (2011). Середньо урбанізований регіон. Густота населення — 178,73 осіб/км²
. Код — 011809.

## Населення
| 1991  | 2001  | 2011  |
| 1 593 | 1 773 | 1 753 |